# Abdallah Mohsen al-Akwaa
Abdallah Mohsen al-Akwa (arabe : عبد الله محسن الأكوع), né le 18 avril 1961,, est un homme d'État yéménite, Premier ministre par intérim de septembre à novembre 2014.

## Biographie
Né en 1961 à Sanaa, il est diplômé du lycée et a ensuite étudié en France en 1978 pour obtenir un baccalauréat en informatique.
De 1994 à 1997, il est ministre de l'Électricité et de l'Eau.
En juin 2014, il est nommé ministre de l'Énergie et vice-Premier ministre dans le gouvernement Basindawa. En septembre 2014, lorsque Mohamed Basindawa démissionne lors de la bataille de Sanaa, al-Akwa assure l'intérim à la tête du gouvernement jusqu'à la formation d'un nouveau cabinet,,.
En novembre 2014, il est reconduit comme ministre de Énergie dans le gouvernement Bahah I, puis dans les suivants. Il lui est reproché la gestion de la corruption au sein de son ministère. Il est limogé le 28 novembre 2018.